# Гатина
Гатина  (словен. Gatina)) насељено место у општини Гросупље у централној Словенији покрајина Долењска. Општина припада регији Средишња Словенија.
Налази се на надморској висини 342,8 м, површине 1,11 км². Приликом пописа становништва 2002. године насеље је имало 126 становника.

## Културно наслеђе
Локална црква је посвећена Јовану Крститељу и припада парохији Гросупље. То је средњовековна зграда која је проширена у 17. и 19. веку.